# Stadtbahn (Berlino)
La Stadtbahn ("ferrovia urbana") è una linea ferroviaria che attraversa in direzione est-ovest i quartieri centrali di Berlino.
Congiunge l'Ostbahnhof con la stazione di Charlottenburg, attraversando il centro cittadino.
Il termine non va confuso con S-Bahn (abbreviazione di Stadtschnellbahn, "ferrovia veloce urbana"), termine che indica un servizio ferroviario urbano, presente in molte città di lingua tedesca.

## Storia
La Stadtbahn di Berlino era - come la Ringbahn - una delle risposte ai problemi causati dalle stazioni di testa delle linee radiali e dalla necessità dei viaggiatori, in particolare dei pendolari, di servirsi di un ulteriore mezzo, una volta giunti in città e scesi dal treno. Pertanto si è voluto connettere le linee radiali in arrivo a Berlino da est, nord-est e sud-est con quelle delle direzioni occidentali.

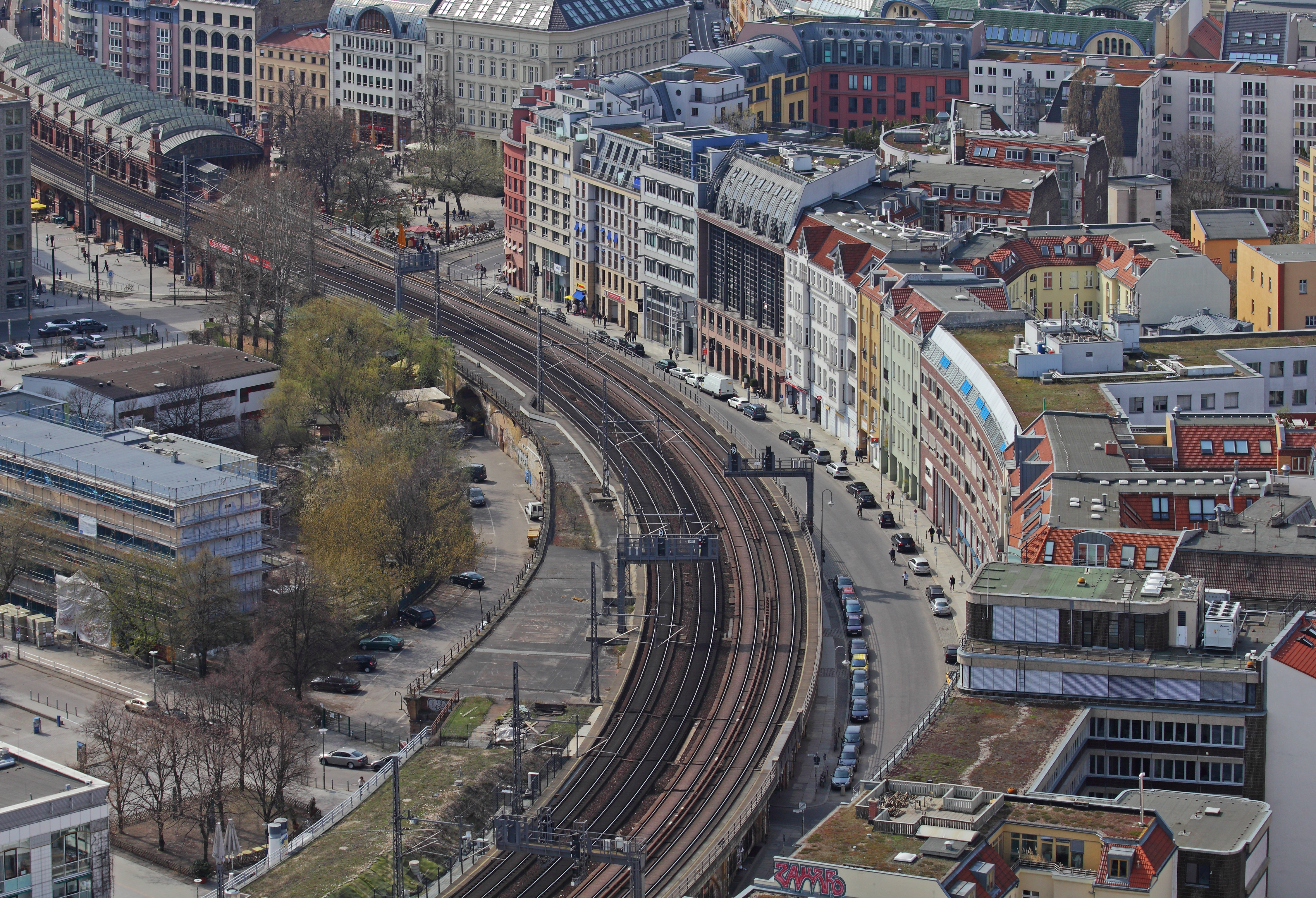
Stadtbahn di Berlino

Il progetto era del 1872; dopo diverse difficoltà finanziarie delle società coinvolte lo Stato prussiano assunse la responsabilità per la nuova linea urbana; i lavori di costruzione terminarono nel 1882.
Durante la progettazione di questa linea passante era stata presa in considerazione la soluzione a due binari; infine Ernst Dircksen, che guidava la Direzione Reale della Ferrovia Urbana Berlinese, riuscì a far costruire quattro binari. Due sono attualmente utilizzati per i servizi S-Bahn, ed i rimanenti per servizi regionali ed a lunga percorrenza.
Le necessità economiche dell'impresa sono tuttora visibili; alcuni percorsi più lineari non potevano essere realizzati a causa degli alti costi dei terreni; in parte - tra la stazione di Jannowitzbrücke e l'Isola dei Musei - venne usato il terreno demaniale di un fossato ormai abbandonato e riempito.
Per favorire l'attraversamento tutta la linea è stata costruita in sopraelevata: dei brevi tratti terminali su terrapieno, e la parte centrale - circa dieci dei dodici chilometri totali della lunghezza - su complessivamente 731 arcate in muratura, interrotte da complessivamente due chilometri di ponti in ferro.

## Caratteristiche
| Unknown route-map component "vCONTg" |

| Unknown route-map component "vSBHF-BHF" |

| Unknown route-map component "vSHST-STR" |

| Unknown route-map component "vSBHF-BHF" |

| Unknown route-map component "vSHST-STR" |

| Unknown route-map component "WCONTfaq" | Unknown route-map component "vWBRÜCKE1" | Unknown route-map component "WCONTgeq" |

| Unknown route-map component "vSBHF-BHF" |

| Unknown route-map component "WCONTfaq" | Unknown route-map component "vWBRÜCKE1" | Unknown route-map component "WCONTgeq" |

| Unknown route-map component "WCONTfaq" | Unknown route-map component "vWBRÜCKE1" | Unknown route-map component "WCONTgeq" |

| Unknown route-map component "vSBHF-BHF" |

| Unknown route-map component "WCONTfaq" | Unknown route-map component "vWBRÜCKE1" | Unknown route-map component "WCONTgeq" |

| Unknown route-map component "vSHST-STR" |

| Unknown route-map component "vSHST-STR" |

| Unknown route-map component "WCONTfaq" | Unknown route-map component "vWBRÜCKE1" | Unknown route-map component "WCONTgeq" |

| Unknown route-map component "vSBHF-BHF" |

| Unknown route-map component "vSHST-STR" |

| Unknown route-map component "vSBHF-BHF" |

| Unknown route-map component "vCONTf" |